# Proteinasa K
En biología molecular, Proteinasa K (EC 3.4.21.64, proteasa K, endopeptidasa K, proteinasa alcalina de Tritirachium) es una serina proteasa de amplio espectro. La enzima fue descubierta en 1974 en extractos del hongo Engyodontium album (anteriormente Tritirachium album). La proteinasa K es capaz de digerir queratina (Keratine en inglés) de ahí el nombre de "proteinasa K". El sitio predominante de corte es el enlace peptídico adyacente al grupo carboxilo de los aminoácidos alifáticos y aromáticos con grupos alfa amino bloqueados. Se utiliza comúnmente por su amplia especificidad. Esta enzima pertenece a la familia de las Peptidasas S8 (subtilisina). El peso molecular de la proteinasa K es de 28.900 daltons (28,9 kDa).

## Actividad enzimática
Activada por el calcio, la enzima digiere las proteínas preferentemente después de los aminoácidos hidrófobos (alifáticos, aromáticos y otros aminoácidos hidrófobos). Aunque los iones de calcio no afectan la actividad enzimática, sí contribuyen a su estabilidad. Las proteínas se digerirán por completo si el tiempo de incubación es largo y la concentración de proteasa es lo suficientemente alta. Tras la eliminación de los iones de calcio, se reduce la estabilidad de la enzima, pero permanece la actividad proteolítica. La proteinasa K tiene dos sitios de unión para Ca 2+  ubicados cerca del centro activo aunque no están directamente involucrados en el mecanismo catalítico. La actividad residual es suficiente para digerir las proteínas, que normalmente contaminan las preparaciones de ácidos nucleicos. Por tanto, la digestión con Proteinasa K para la purificación de ácidos nucleicos se suele realizar en presencia de EDTA (inhibición de enzimas dependientes de iones metálicos como las nucleasas).
La proteinasa K también es estable en un amplio rango de pH (4–12), con un pH óptimo de pH 8.0. Una elevación de la temperatura de reacción de 37 °C a 50–60 °C puede aumentar la actividad varias veces, como la adición de 0,5–1 % de dodecilsulfato de sodio (SDS) o cloruro de guanidinio (3 M), tiocianato de guanidinio (1 M) y urea (4 M). Las condiciones mencionadas anteriormente mejoran la actividad de la proteinasa K al hacer que los sitios de escisión de su sustrato sean más accesibles. Temperaturas superiores a 65 °C, el ácido tricloroacético (TCA) o los inhibidores de la serina proteasa AEBSF, PMSF o DFP inhiben su actividad. La proteinasa K no es inhibida por cloruro de guanidinio, tiocianato de guanidinio, urea, Sarkosyl, Triton X-100, Tween 20, SDS, citrato, ácido yodoacético, EDTA o por otros inhibidores de la serina proteasa como la Nα-Tosyl-Lys Chloromethyl Ketone (TLCK) y Nα-Tosil-Phe Clorometil Cetona (TPCK)[cita requerida] .

## Aplicaciones
La proteinasa K se usa comúnmente en biología molecular para digerir proteínas y eliminar la contaminación de las preparaciones de ácido nucleico . La adición de proteinasa K a las preparaciones de ácidos nucleicos inactiva rápidamente las nucleasas que, de otro modo, podrían degradar el ADN o el ARN durante la purificación. Es muy adecuado para esta aplicación ya que la enzima es activa en presencia de productos químicos que desnaturalizan las proteínas, como SDS y urea, agentes quelantes como EDTA, reactivos de sulfhidrilo, así como inhibidores de tripsina o quimotripsina. La proteinasa K se utiliza para la destrucción de proteínas en lisados celulares (tejidos, células de cultivo celular) y para la liberación de ácidos nucleicos, ya que inactiva muy eficazmente las ADNasas y ARNasas. Algunos ejemplos de aplicaciones: La proteinasa K es muy útil en el aislamiento de ADN o ARN altamente nativos y no dañados, ya que la mayoría de las ADNas y ARNas microbianas o de mamíferos son rápidamente inactivadas por la enzima, particularmente en presencia de 0.5–1% de SDS.